# 오네헝가 망게레 유나이티드 AFC
오네헝가 망게레 유나이티드 AFC(Onehunga Mangere United Association Football Club)는 뉴질랜드 망게레 브릿지에 있는 아마추어 축구단이다. 현재 NRFL 챔피언십에 참가하고 있다.

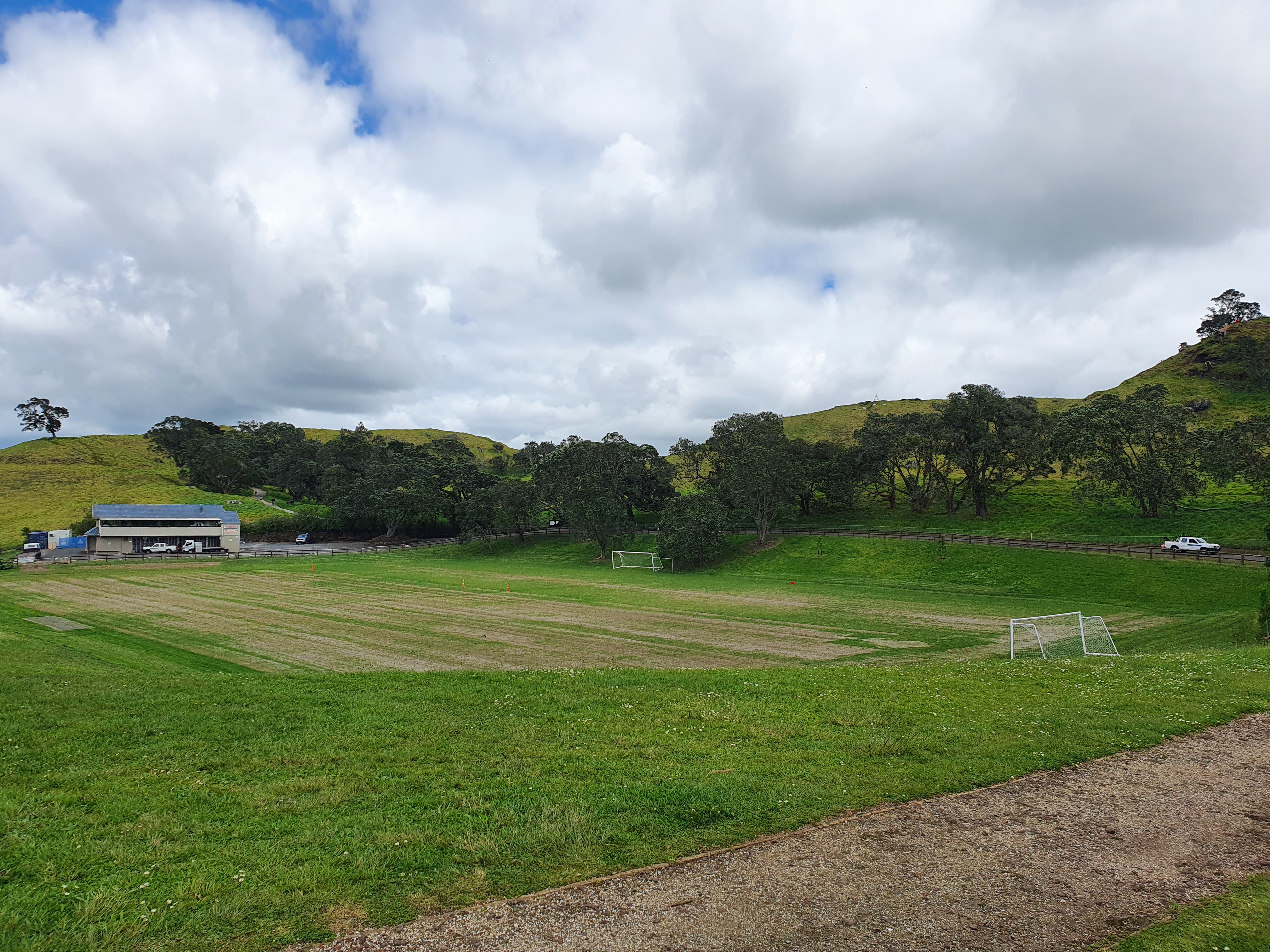
경기장

## 역사
1921년 오네헝가 감리교회 회원들을 위한 스포츠 클럽으로 결성되었다.

## 대회 기록
- 채텀 컵 : 1954[3]
- 오클랜드 축구 협회 디비전 1 챔피언: 1956, 1958[4]
- 노던 리그 디비전 2 우승: 2021[2]
- 노던 리그 우승 3 챔피언: 1984, 1999[2]
- 노던 리그 디비전 4 북부 우승: 1983[2]